# 20 Fenchurch Street
20 Fenchurch Street je výšková kancelářská budova stojící v londýnské City. Mrakodrap má 38 pater a jeho výška dosahuje 160 m. Byl otevřen v dubnu 2014 a navrhl ho architekt Rafael Viñoly. Neformálně je budova kvůli svému specifickému tvaru známá jako The Walkie-Talkie (vysílačka). Nachází se na adrese 20 Fenchurch Street. Stojí blíže k řece Temži, odděleně od shluku mrakodrapů v City, jako jsou 30 St Mary Axe, 22 Bishopsgate nebo 122 Leadenhall Street. Jedná se o kontroverzní budovu, která bylakvůli své poloze, designu a výšce.
V nejvyšších patrech budovy se nachází veřejně přístupná zahrada „Sky Garden“ a restaurace. Vstup do zahrady a na vyhlídkovou terasu s 360° výhledy je zdarma na základě online rezervace.

## Historie

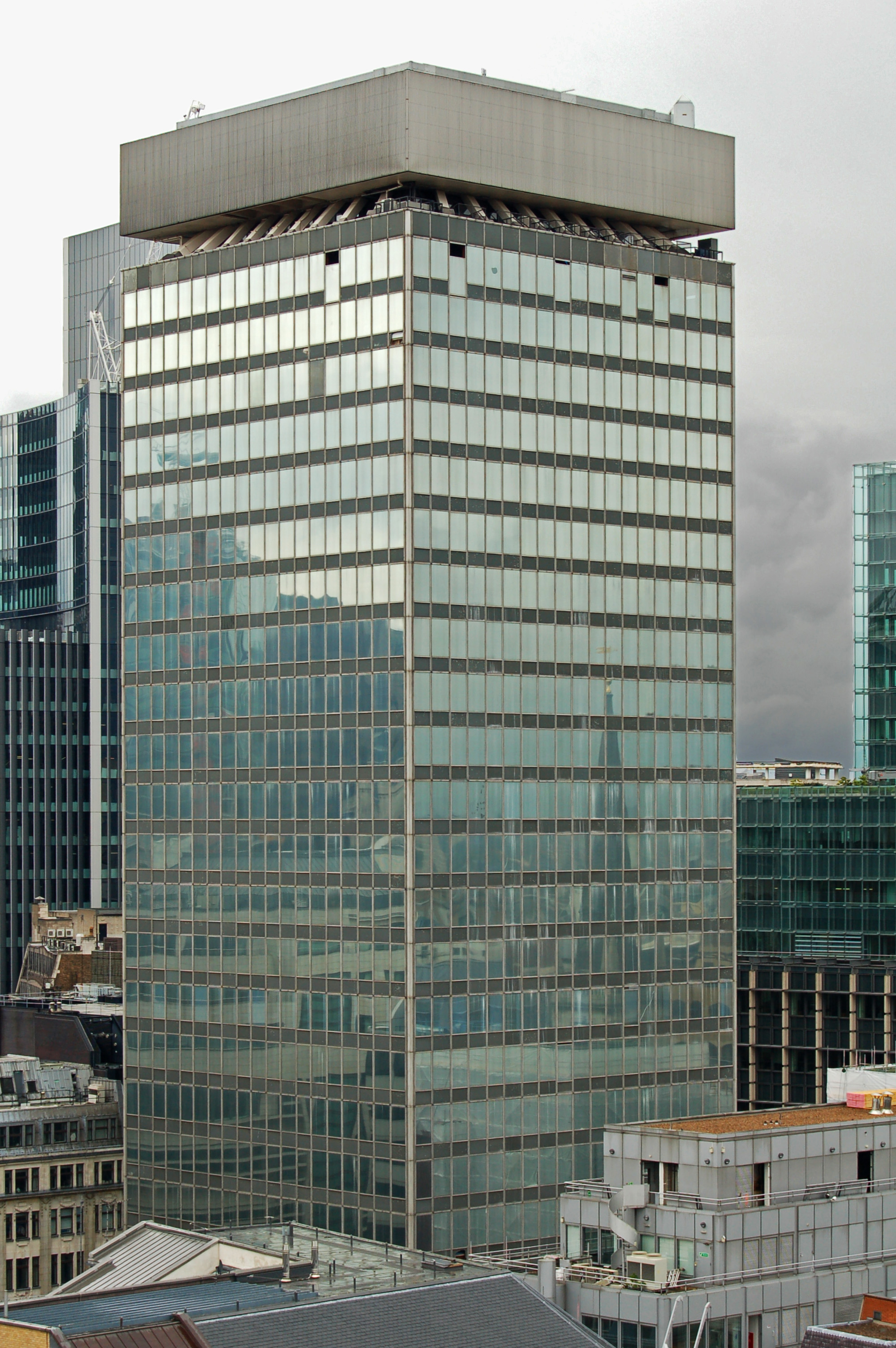
Původní budova v lokalitě

Na místě dnešního mrakodrapu v minulosti stála 91 m vysoká dvacetipětipatrová kancelářská budova, která byla vybudována v roce 1968. Jejím architektem byl William H. Rogers. Jednalo se o jednu z prvních vyšších budov v City. Budova vynikala svou výraznou střechou, která držela celou stavbu pohromadě.
V roce 2008 skončila demolice původního objektu, kterou měla na starost firma Keltbray. Jednalo se o náročnou akci kvůli netypické konstrukci původní budovy. Nebylo možné odstranit střechu jako první, protože bez ní by se zbytek budovy zřítil. Demolice však neprobíhala po patrech zdola nahoru, jako u výškové budovy podobné konstrukce, kterou bylo třeba zdemolovat při stavbě mrakodrapu 122 Leadenhall Street. Firma Keltbray místo toho postavila dočasnou konstrukci, díky které bylo možné bourat budovu po patrech shora dolů.

### Návrh a výstavba

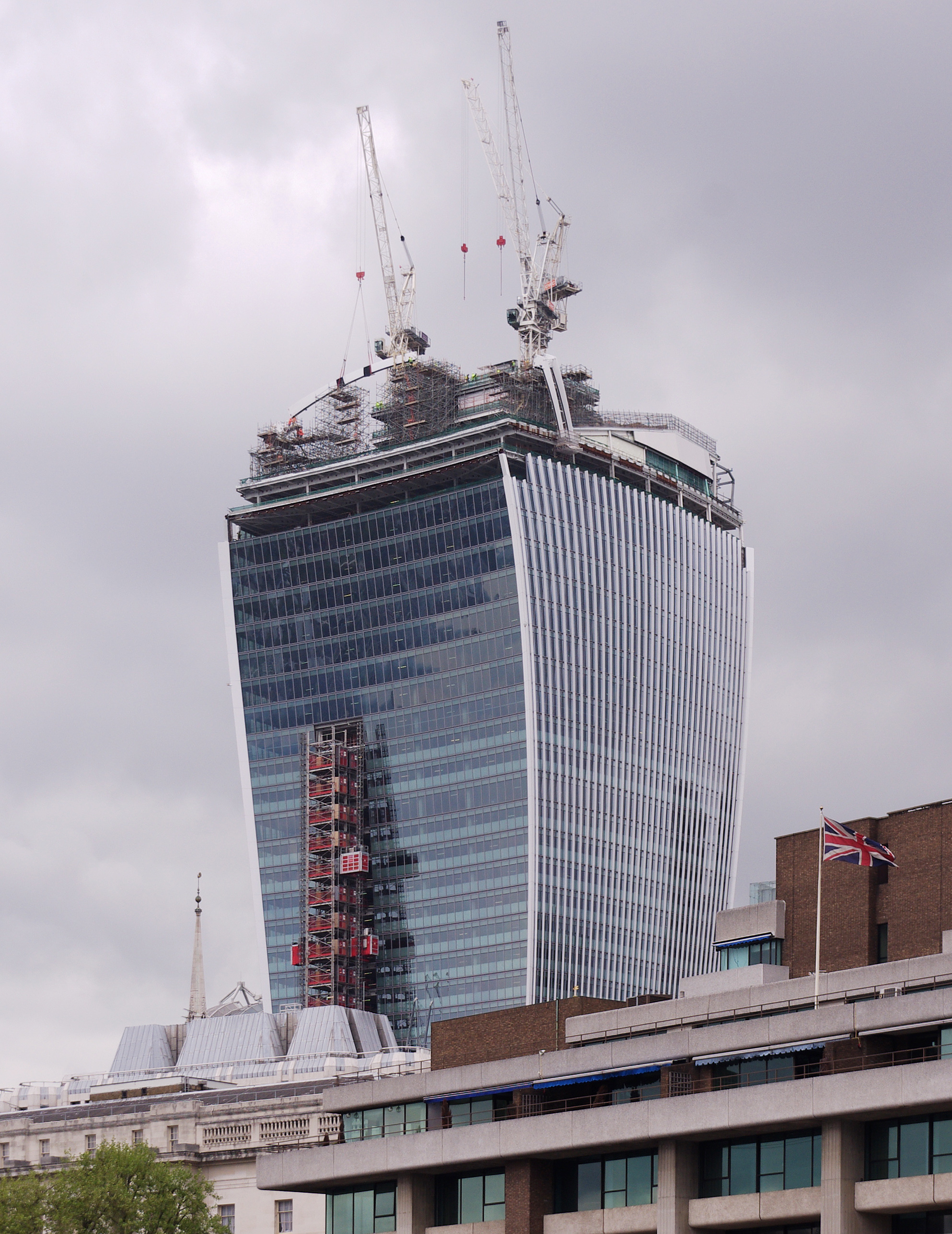
Průběh stavby mrakodrapu v květnu 2013

Budova byla navržena uruguayským architektem Rafaelem Viñolym, a to už v roce 2004. Návrh počítal s více než 200 metrů vysokou stavbou. Setkal se kritikou u organizace English Heritage a výhrady mělo také UNESCO. Plánovací komise City of London Corporation původně nechtěla stavbu povolit. Nakonec však svůj názor změnila kvůli vizi veřejné zahrady a vyhlídkového místa v nejvyšších patrech. Kvůli obavám, že by vysoký mrakodrap poškodil výhledy na katedrálu svatého Pavla a Tower, byl v roce 2006 plán změněn a budova snížena na 160 m. I po snížení výšky se ozývaly námitky a obavy, jak výšková budova ovlivní své okolí. V roce 2007 byla stavba nicméně schválena.
Původně se plánovalo, že bude mrakodrap hotový v roce 2011. V důsledku velké recese hrozilo, že bude projekt zrušen. Přípravné práce na staveništi začaly v roce 2009. V lednu 2011 proběhlo slavnostní zahájení stavby. Mrakodrap byl dokončen v dubnu 2014.

### Kontroverze
Již v roce 2013, kdy probíhaly stavební práce, se ukázalo, že skleněná fasáda budovy až dvě hodiny denně odráží sluneční paprsky, které na ni dopadají. Parabolický tvar fasády soustředí paprsky do jednoho místa, které se následně extrémně zahřívá. Tento fyzikální jev byl přirovnáván k zrcadlům, pomocí kterých Archimédés údajně ničil nepřátelské lodě na dálku. V ulicích pod mrakodrapem byly místy naměřeny teploty až 117 °C. Paprsky byly natolik silné, že se přihlížejícím podařilo s jejich pomocí na pánvi usmažit vejce. Mrakodrap také odraženými paprsky poškozoval karoserie aut zaparkovaných pod sebou. Majitel poškozeného luxusního auta obvinil vlastníka budovy a vymohl si odškodnění ve výši 1000 liber. Mrakodrap byl dále schopný vznítit povrch sedla jízdního kola, židli nebo koberec a způsoboval další drobné požáry. Bylo nutné instalovat dočasné zastínění a uzavřít dotčená parkovací místa.
S velmi podobným problémem se slunečními paprsky se potýkal také luxusní hotel Vdara v Las Vegas, který také navrhl Rafael Viñoly. Hosté u hotelového bazénu „paprsek smrti“ několikrát pocítili na vlastní kůži. V tomto případě byl problém vyřešen pokrytím skla speciální antireflexní fólií.
V dubnu 2015 bylo schváleno trvalé řešení. Na jižní fasádě londýnského mrakodrapu mezi třetím a třicátým čtvrtým podlažím byla instalována stínící síť, která nahradila dočasná řešení. Opatření vyšlo asi na deset milionů liber a instalace trvala půl roku. Architekt Viñoly, který budovu navrhl, se od problému distancoval a prohlásil, že se se slunečními paprsky v jeho původním návrhu počítalo, nicméně stínidla byla později z plánů odstraněna.
Po dokončení budovy v roce 2015 bylo zaznamenáno neobvykle silné proudění vzduchu v ulicích u paty mrakodrapu, které znepříjemňovalo život chodcům, převracelo cedule a menší předměty na ulici. Vina byla připisována zakřivené fasádě mrakodrapu, která přesměrovávala nárazy větru směrem dolů.
Roku 2015 byl mrakodrap oceněn cenou Carbuncle Cup, která je každoročně udělována nejošklivějším novým budovám postaveným ve Spojeném království. Předseda poroty, která o udělení rozhodla, prohlásil, že „je to výzva, najít někoho, kdo by o této budově řekl něco pozitivního.“

### Finance
Investorem stavby byly realitní společnosti Canary Wharf Group a Land Securities. Náklady na stavbu mrakodrapu se vyšplhaly na 500 milionů liber. Navzdory kontroverzím se do konce roku 2016 povedlo najít nájemce pro všechna patra budovy. V roce 2017 budovu odkoupila čínská firma Lee Kum Kee z Hongkongu za 1,27 miliardy liber. Jednalo se o doposud nejvyšší cenu za jednotlivou nemovitost v Británii.

## Popis
Mrakodrap je vysoký 160 m. Má 36 nadzemních a 2 podzemní podlaží. Kvůli svému výraznému prohnutému tvaru je přezdíván the Walkie-Talkie, což je anglické hovorové označení pro přenosnou vysílačku, kterou budova připomíná. Jak věž stoupá, její průřez se rozšiřuje. Cílem bylo maximalizovat podlahovou plochu ve vyšších patrech, což pomohlo zvýšit hodnotu nemovitosti a příjmy z pronájmu. Většinu objektu zabírají kanceláře. V přízemí se nacházejí obchody. Celková podlahová plocha kanceláří činí 62 600 m². Na jednu osobu připadá 8 m² kanceláře, což je méně, než obvyklých 10 m². Budova má vchod jak ze severu (ulice Fenchurch Street), tak i z jihu.
Kancelářskou část budovy obsluhuje 14 dvoupatrových výtahů, z nichž jen polovina pokračuje až do nejvyšších pater. Výtahy se pohybují rychlostí 4 nebo 6 m/s a mají kapacitu 21 osob. Dále jsou v provozu dva nákladní výtahy o nosnosti 3 tuny. Další dva výtahy pak slouží výhradně pro návštěvníky nejvyšších pater budovy.

### Sky Garden

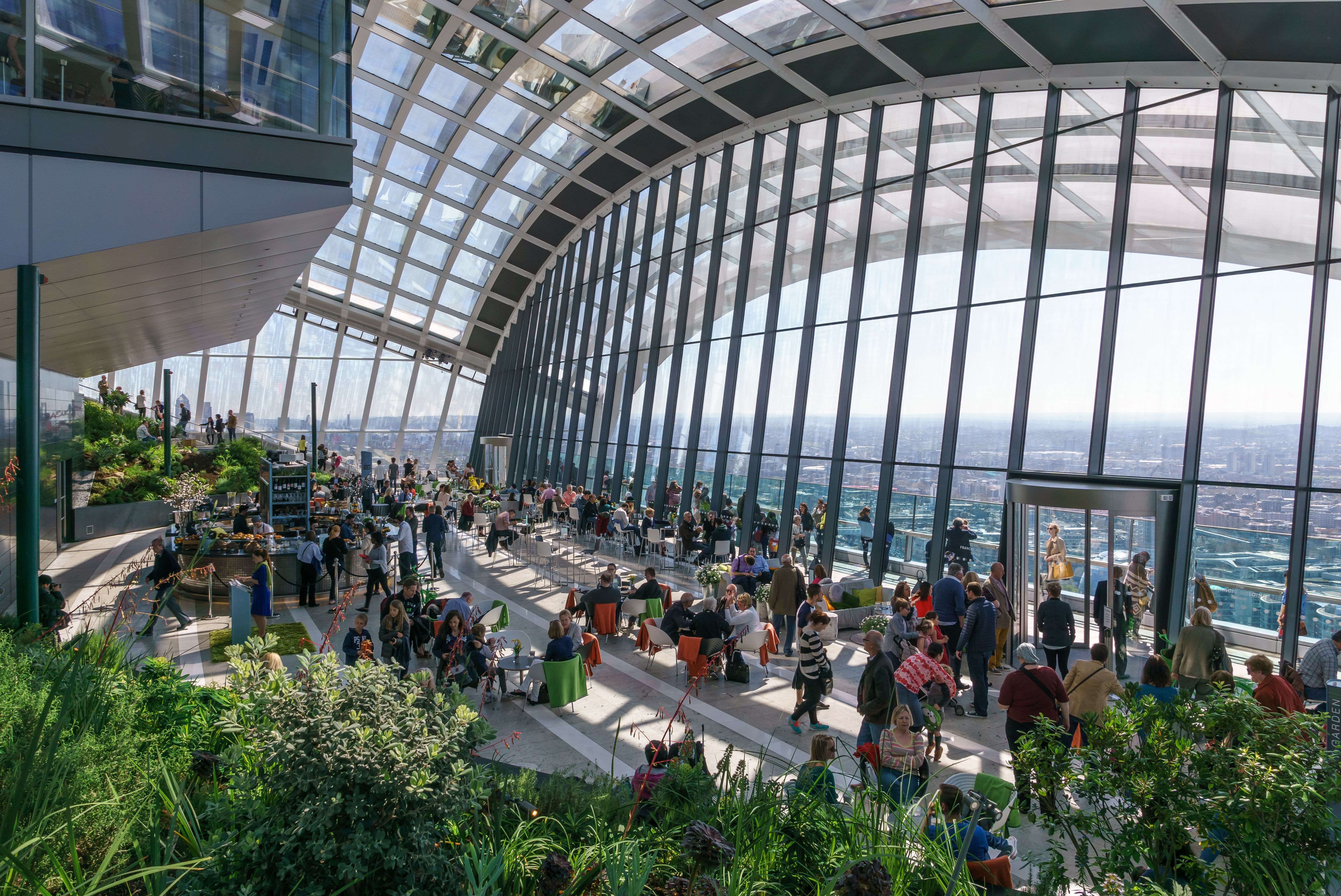
Sky Garden se nachází v 36. až 38. patře.

V nejvyšších patrech mrakodrapu se nachází veřejně přístupná zahrada a otevřená vyhlídková terasa. Zahrada je prezentována pod názvem Sky Garden (nebeská zahrada). Rozprostírá se přes tři patra, je zastřešená a připomíná skleník. Se svým designem byla přirovnávána k letištnímu terminálu. Zahrnutí veřejné zahrady, která má být nejvýše položeným parkem v Londýně, bylo jedním z důvodů, proč byla tak vysoká budova na okraji památkově chráněné lokality povolena. Vizualizace zahrady počítaly s vysazením stromů. Výsledná zahrada obsahuje především sukulenty a kapradiny. Celkový stav zahrady se stal terčem kritiky, neboť výsledek se výrazně lišil od schválených návrhů. Její rozložení bylo nakonec po tlaku ze strany City of London Corporation nutné mírně upravit. S výběrem rostlin pomáhali experti z Královských botanických zahrad. Zahrada je rozdělena na čtyři zóny, podle původu vysazených rostlin.

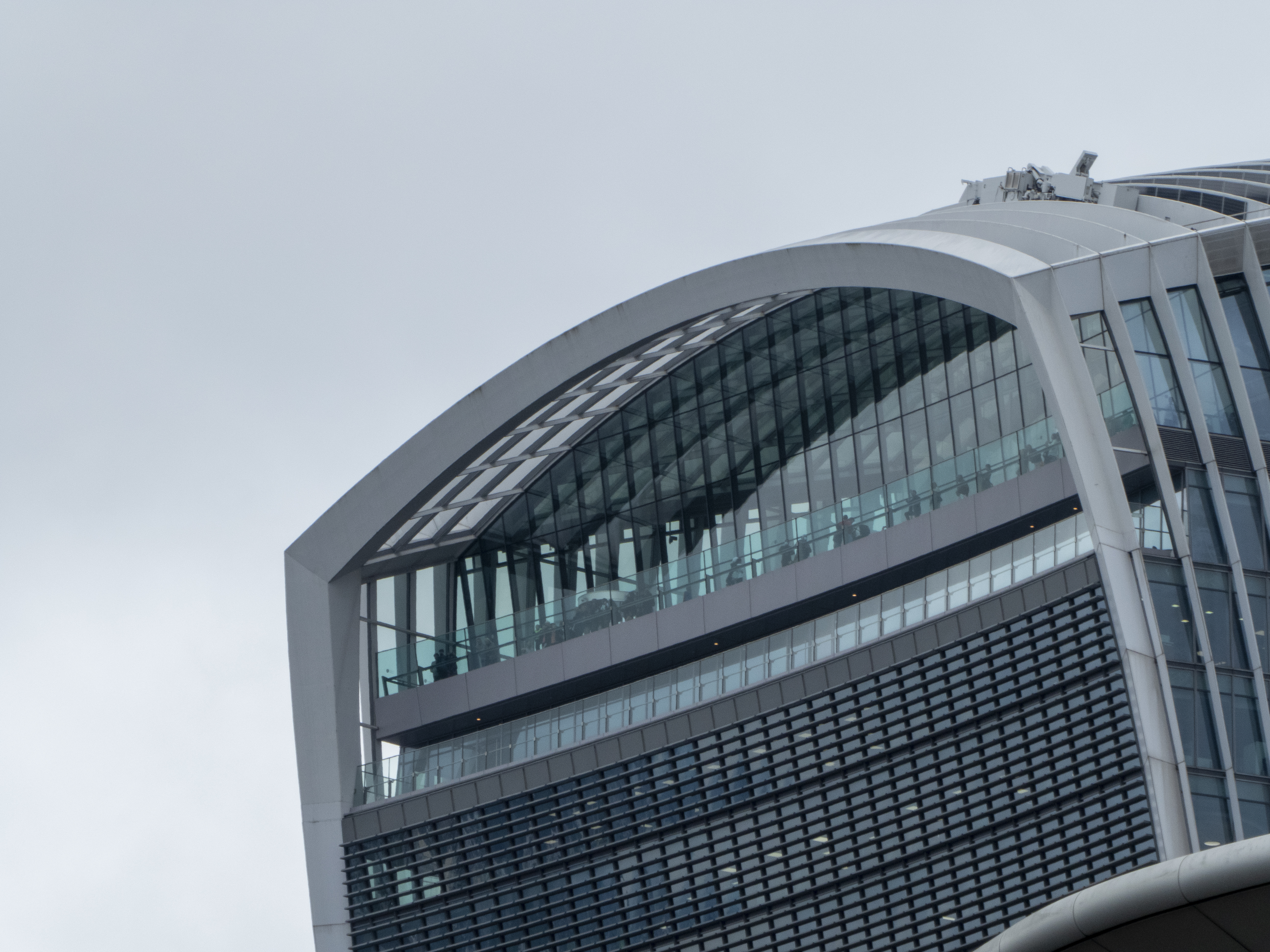
Lidé na venkovní terase

Vstup do zahrady je zdarma, ale je nutné si předem rezervovat vstup na určitý čas. Návštěvníci musejí projít bezpečnostní kontrolou jako na letišti. Kvůli těmto omezením byla zahrada kritizována, jelikož nesplňuje původní příslib veřejného parku. Pro cestu nahoru slouží dva vysokorychlostní výtahy. Na místě sídlí dvě restaurace a bar. Veřejnosti je zahrada otevřena do 18:00, o víkendech a svátcích až do 21:00. Restaurace jsou pak otevřeny ještě o něco déle.
Zahrada byla otevřena v lednu roku 2015. Za prvních šest měsíců ji navštívilo více než 200 000 návštěvníků.

### Udržitelnost
Objekt je vytápěn vodíkovým palivovým článkem o výkonu 300 kW. Díky ekologickému vytápění jsou uhlíkové emise nižší až o 7 %. Na střeše budovy, nad Sky Garden, se nachází padesát solárních panelů, které ročně vyrobí asi 27 000 kilowatthodin elektřiny. Dalším ekologickým prvkem je vertikální zahrada na ploše přes 700 m², která je součástí vedlejší servisní budovy naproti jižnímu vchodu. V době instalace byla rozlohou největší v celém Spojeném království. Zelenou stěnu, která pokrývá jinak nevyužitou zeď, tvoří kolem 52 tisíc kapradin, keřů a dalších rostlin. Vertikální zahrada byla instalována v roce 2014. Budova v roce 2015 získala certifikaci BREEAM na úrovni „Excellent“.

## Doprava
Mrakodrap se nachází v City a je velmi dobře dopravně dostupný. Nejbližšími stanicemi metra jsou Bank-Monument, Tower Hill a Aldgate. Blízko je také nádraží Fenchurch Street. Lidem, kteří v budově pracují, slouží soukromé parkoviště s kapacitou 422 kol a 119 motocyklů.